# Le prix du désir
Le prix du désir (A Força do Querer) est une telenovela brésilienne produite et diffusée entre le 3 avril 2017 et le 20 octobre 2017 sur Rede Globo,.
En France d'outre-mer, le feuilleton a été remonté en 160 épisodes de 45 minutes et diffusé entre le 17 septembre 2018 et le 26 avril 2019 sur le réseau La 1ère.
Le feuilleton est également disponible sur 6play depuis mars 2024.

## Synopsis
A Rio de Janeiro, le jeune avocat Caio Borges-Garcia (Rodrigo Lombardi) est choisi par son cousin Eugênio Garcia (Dan Stulbach) pour devenir PDG de la C. Garcia, l'une des plus grandes entreprises du pays à sa place, cependant, quand sa fiancée Bibi Duarte (Juliana Paes) décide de mettre fin à la relation car elle ne se sent pas assez aimée, il laisse tout derrière lui et part vivre aux États-Unis. 15 ans plus tard, il est de retour au Brésil dans un poste privilégié dans le milieu judiciaire et, rencontre Bibi qui n'a pas terminé l'université et est désormais mariée à Ruben Feitosa (Emilio Dantas). Le couple se retrouve dans une situation financière délicate, qui les fera entrer dans le monde du crime.
À la suite du départ de Caio, Eugenio prépare son fils aîné, Ruy Garcia (Fiuk) à reprendre sa place. Ruy est fiancé à Cibele Dantas (Bruna Linzmeyer) qui non seulement lui donne de la stabilité dans la vie professionnelle, ainsi que dans la vie personnelle, cependant, lorsque père et fils font un voyage d'affaires Dans les villes amazoniennes de Belém et Parazinho , au nord du Brésil, Ruy rencontre la charmante Rita Ferreira (Isis Valverde), femme qui aime la fascination qu'elle exerce pour les hommes, tout comme les sirènes qu'elle croit en être une. Fiancée à Zeca Do Carmo (Marco Pigossi), honnête routier complètement amoureux d'elle, Rita poursuit son jeu de séduction avec Ruy à l'absence de Zeca, car elle veut suivre la liberté de ses pulsions. Malgré les critiques que Zeca entend de la part de son entourage à l'encontre de sa bien-aimée, l'amour du routier envers elle dépasse tout, mais après avoir découvert le jeu de séduction de sa fiancée avec l'homme d'affaires de Rio de Janeiro, il quitte Parazinho avec son père Abel do Carmo (Tonico Pereira) pour recommencer une nouvelle vie à Niterói, banlieue de Rio de Janeiro. Dans la nouvelle ville, il rencontre Jeiza Rocha (Paolla Oliveira), une policière qui rêve de devenir combattante de MMA, qui deviendra par la suite ennemie de Bibi car Jeiza est la policière responsable de l'arrestation de Ruben quand celui-ci débute dans le milieu criminel.
Une autre rivalité importante est celle de Zeca et Ruy, lors du premier voyage d'affaires de Ruy, encore enfant et Eugenio, Ruy tombe de la barque et se fait emmener par le courant du fleuve, Zeca a essayé de l'aider mais il finit lui aussi par tomber dans l'eau. Après avoir échoué dans une plage, ils sont sauvés par Ashaninka (Benki Piyako) un homme indigène qui leur raconte " Si vous avez fait le même rêve, c'est un avertissement que l'esprit de la forêt envoie. Toute votre vie, craignerez ce qui viendra des eaux, le fleuve qui vous a réuni va vous séparer à nouveau".
En même temps, tout au long de la série se produit la transformation d'Ivana Garcia (Caroline Duarte), sœur de Ruy, qui se sent homme dans un corps féminin, ce qui provoque un conflit avec sa mère Joyce Garcia (Maria Fernanda Cândido), qui a élevé sa fille pour être une princesse.
La relation de Joyce avec son mari commence à s'effondrer quand elle rencontre Irene (Débora Falabella), une femme ambitieuse qui fera tout pour conquérir Eugenio. Irène s'appelle en réalité Solange, une croqueuse d'hommes, responsable du meurtre d'un millionnaire aux États-Unis dont le témoin principal est Otavio Garcia (Othon Bastos) père de Caio et oncle d'Eugenio.
Le frère d'Eugenio, Eurico Garcia (Humberto Martins), PDG fixe de la C.Garcia aux côtés de son frère cadet, aime avoir tout sous son contrôle, mais lui et sa fille Simone (Juliana Paiva) ne peuvent empêcher sa femme, Silvana (Lília Cabral), accro à l'adrénaline à entrer dans la dépendance des jeux d'argent. Dantas (Edson Celulari), père de Cibele, travaille avec les frères Garcia dans la boîte depuis leur jeunesse, mais se sent rejeté, parce qu'il croit qu'Eugenio et Eurico ne lui donnent pas le respect qu'il mérite.

## Distribution

### Rôles principaux
| Acteur/Actrice         | Personnage                                                                                   |
| ---------------------- | -------------------------------------------------------------------------------------------- |
| Isis Valverde          | Rita Rosa Ferreira Garcia (Rita)                                                             |
| Juliana Paes           | Fabiana Duarte Feitosa (Bibi / Bibi la Dangereuse / La Baronne de la Poudre) / Soraya Guedes |
| Paolla Oliveira        | Jeiza Nascimento Rocha                                                                       |
| Marco Pigossi          | José Ribamar do Carmo (Zeca)                                                                 |
| Emilio Dantas          | Ruben Feitosa (Le Baron de la Poudre) / Naldo Guedes                                         |
| Rodrigo Lombardi       | Caio Borges Garcia                                                                           |
| Carol Duarte           | Ivana Garcia / Ivan Garcia                                                                   |
| Fiuk                   | Ruy Beraldo Garcia                                                                           |
| Maria Fernanda Cândido | Joyce Garcia                                                                                 |
| Dan Stulbach           | Eugênio Garcia                                                                               |
| Lília Cabral           | Silvana Garcia                                                                               |
| Humberto Martins       | Eurico Garcia                                                                                |
| Débora Falabella       | Irene Steiner / Solange Lima                                                                 |
| Bruna Linzmeyer        | Cibele Sabóia Dantas                                                                         |
| Edson Celulari         | Raul Dantas Sabóia (Dantas)                                                                  |
| Elizângela             | Aurora Duarte                                                                                |
| Zezé Polessa           | Edinalva Ferreira                                                                            |
| Tonico Pereira         | Abel Simplício do Carmo                                                                      |
| Juliana Paiva          | Simone Garcia                                                                                |
| Silvero Pereira        | Raimundo Nonato da Silva (Nonato) / Elis Miranda                                             |
| Gisele Fróes           | Cândida Nascimento Rocha                                                                     |
| Luci Pereira           | Maria de Nazaré Pereira (Nazaré)                                                             |
| Cláudia Mello          | Zuleide (Zu)                                                                                 |
| Karla Karenina         | Benedita (Dita)                                                                              |
| Jonathan Azevedo       | Wellington Silvino (Sabiá)                                                                   |
| Carla Diaz             | Carine de Sá                                                                                 |
| João Bravo             | André Duarte Feitosa (Dedé) / Yuri Guedes                                                    |
| Betty Faria            | Elvira Gomes Garcia                                                                          |
| Othon Bastos           | Otávio Garcia                                                                                |
| Totia Meirelles        | Maria Helena Borges Garcia (Helena)                                                          |
| João Camargo           | Junqueira                                                                                    |
| Adriano Alves          | Yuri Junqueira Garcia                                                                        |
| Mariana Xavier         | Abigail Lima Santos (Abi)                                                                    |
| Dandara Mariana        | Marilda                                                                                      |
| Maria Clara Spinelli   | Miraceli Almeida (Mira)                                                                      |
| Gabriel Stauffer       | Claudio                                                                                      |
| Michelle Martins       | Shirley                                                                                      |
| Pedro Nercessian       | Amaro                                                                                        |
| Lua Blanco             | Anita                                                                                        |
| Hylka Maria            | Alessia Silvino                                                                              |
| Betty Gofman           | Jacira de Sá (Jaci)                                                                          |
| Raul Gazolla           | Allan Delano                                                                                 |
| Clarice Derzié Luz     | Dr Selma Tavares                                                                             |
| Dig Dutra              | Rochelle                                                                                     |
| Marcos Junqueira       | Kikito                                                                                       |
| Daniel Zettel          | Batoré                                                                                       |
| Caroline Verban        | Duda                                                                                         |
| Antônio Carlos         | Guto                                                                                         |
| Lucy Ramos             | Leila Andrade Silva                                                                          |
| Gustavo Machado        | Cirilo Vargas                                                                                |
| Bruno Barbosa          | Tatu                                                                                         |
| Thaty Taranto          | Estela                                                                                       |
| Lorenzo Sousa          | Ruy Beraldo Garcia Junior (Ruyzinho)                                                         |

### Rôles secondaires
| Acteur/Actrice       | Personnage                    |
| -------------------- | ----------------------------- |
| Fafá de Belém        | Almerinda Pereira / Meri Star |
| Tarso Brant          | Lui-même                      |
| Well Aguiar          | Gerson Amadeu                 |
| Érica Paes           | Elle-même                     |
| Rodrigo Rangel       | Agiota                        |
| Danilo Sacramento    | João Vicente                  |
| Marcello Airoldi     | Leandro                       |
| Lucci Ferreira       | Werneck                       |
| João Sabiá           | Le Boto (forme humaine)       |
| Guilherme Weber      | Douglas                       |
| Jandir Ferrari       | Amílcar                       |
| Louise Marrie        | Carla                         |
| Rosa Malagueta       | Neide                         |
| Alejandro Claveaux   | Vitor                         |
| Guilherme Duarte     | Denilson Pereira Horta (DH)   |
| Xande Valois         | Zeca (enfant)                 |
| João Gabriel Bolshaw | Ruy (enfant)                  |
| Antonietta Uhebe     | Ivana (enfant)                |
| Laíze Câmara         | Francineide                   |
| Eline Porto          | Janete                        |
| Raquel Rocha         | Vitória                       |
| Carolina Coutinho    | Celinha                       |
| Isabela Catão        | Gislene                       |
| William Vita         | Comandante Cristino           |
| Nivaldo Motta        | Lourival                      |
| Benki Piyãko         | Ashaninka                     |
| Luciana Borghi       | Dona do Salão                 |
| Esther Jablonski     | Dr Eva                        |
| Cristiane Alves      | Dr Olivia                     |
| Cristiana Amadeo     | Dr Tereza                     |
| Karina Mello         | Cláudia Barroso               |
| Mario Hermeto        | Commissaire                   |
| Natasha Stransky     | Ana                           |
| Rose Lima            | Luciene                       |
| Diogo Nogueira       | Lui-même                      |
| Xande de Pilares     | Lui-même                      |
| Wesley Safadão       | Lui-même                      |
| Nego do Borel        | Lui-même                      |
| Marília Mendonça     | Elle-même                     |
| Jane di Castro       | Elle-même                     |
| Rodrigo Minotauro    | Lui-même                      |
| Rogério Minotouro    | Lui-même                      |
| Mosquito             | Lui-même                      |
| Joelma               | Elle-même                     |
| Pabllo Vittar        | Elle-même                     |
| Cris Cyborg          | Elle-même                     |
| Carina Damm          | Elle-même                     |
| Lia Sophia           | Elle-même                     |
| Alcione              | Elle-même (dernier épisode)   |
| Poliana Botelho      | Elle-même (dernier épisode)   |
| Fabiana Escobar      | Elle-même (dernier épisode)   |

## Diffusion
- Rede Globo (2017)
- SIC (2017)
- Ecuavisa (2018)
- Teledoce (2018)
- Red UNO (2018)
- TCS Canal 6 (2018)
- Mega (2018)
- La Première (2018) / France Ô (2019)
- ATV (2019)
- VTV
- Televicentro
- Antena 7
- RTI 1 (2019) / Nina Novelas (2018-2019) et (2022-2023)

### Sources
- (pt) Cet article est partiellement ou en totalité issu de l’article de Wikipédia en portugais intitulé « A Força do Querer » (voir la liste des auteurs).